# Divisiones Regionales de la Región de Murcia 1977-78
Las divisiones regionales de fútbol son las categorías de competición futbolística de más bajo nivel en España, en las que participan deportistas aficionados, no profesionales. En las provincias de Murcia y Albacete su administración corre a cargo de la Federación Regional Murciana de Clubes de Fútbol, incluyendo también clubes del sur de la provincia de Alicante. Inmediatamente por encima de estas categorías estaba la Tercera División española.
En la temporada 1977-1978 las divisiones regionales se dividen en Regional Preferente, Primera Regional y Segunda Regional.
El campeón de Regional Preferente asciende al grupo V de Tercera División.

## Regional Preferente

### Clasificación
|  |     | Equipos de fútbol    | PJ | G  | E  | P  | GF | GC  | Dif | Pts |
|  | --- | -------------------- | -- | -- | -- | -- | -- | --- | --- | --- |
|  | 1.  | Torrevieja CF        | 40 | 26 | 10 | 4  | 75 | 24  | +51 | 62  |
|  | 2.  | CD Molinense         | 40 | 24 | 11 | 5  | 89 | 47  | +42 | 59  |
|  | 3.  | Alicante CF          | 40 | 24 | 7  | 9  | 70 | 30  | +40 | 55  |
|  | 4.  | Callosa Deportiva CF | 40 | 20 | 10 | 10 | 66 | 43  | +23 | 50  |
|  | 5.  | CD Ilicitano         | 40 | 18 | 10 | 12 | 54 | 40  | +14 | 46  |
|  | 6.  | Imperial CF          | 40 | 17 | 12 | 11 | 69 | 51  | +18 | 46  |
|  | 7.  | CF Lorca Deportiva   | 40 | 18 | 9  | 13 | 65 | 48  | +17 | 45  |
|  | 8.  | CF Huercalense       | 40 | 17 | 9  | 14 | 54 | 45  | +9  | 43  |
|  | 9.  | Olímpico Juvenil     | 40 | 17 | 8  | 15 | 58 | 53  | +5  | 42  |
|  | 10. | Pinatar CF           | 40 | 16 | 8  | 16 | 72 | 63  | +9  | 40  |
|  | 11. | CF Santomera         | 40 | 15 | 9  | 16 | 48 | 62  | -14 | 39  |
|  | 12. | CP Villarrobledo     | 40 | 16 | 6  | 18 | 56 | 72  | -16 | 38  |
|  | 13. | Mazarrón CF          | 40 | 12 | 13 | 15 | 47 | 53  | -6  | 37  |
|  | 14. | CD Cieza             | 40 | 11 | 13 | 16 | 51 | 50  | +1  | 35  |
|  | 15. | Atlético Albacete    | 40 | 13 | 8  | 19 | 47 | 55  | -8  | 34  |
|  | 16. | CD Almoradí          | 40 | 12 | 10 | 18 | 46 | 65  | -19 | 34  |
|  | 17. | CD Santa Pola        | 40 | 8  | 17 | 15 | 46 | 65  | -19 | 33  |
|  | 18. | Abarán CF            | 40 | 11 | 10 | 19 | 44 | 66  | -22 | 32  |
|  | 19. | CD Ceutí             | 40 | 9  | 10 | 21 | 34 | 60  | -26 | 28  |
|  | 20. | CD Torre Pacheco     | 40 | 8  | 9  | 23 | 50 | 77  | -27 | 25  |
|  | 21. | Atlético Muleño      | 40 | 5  | 7  | 28 | 30 | 102 | -72 | 17  |
|  | 22. | Cotillas FJ          | 0  | 0  | 0  | 0  | 0  | 0   | 0   | 0   |

Pts = Puntos; PJ = Partidos Jugados; G = Partidos Ganados; E = Partidos Empatados; P = Partidos Perdidos; GF = Goles Anotados; GC = Goles Recibidos
|  | Asciende a Tercera División  |
|  | Desciende a Primera Regional |

### Fase Permanencia-Ascenso
| Ida; 18 de junio de 1978 | Abarán CF | 5:5 | Madrigueras UD |  |  |

| Vuelta; 25 de junio de 1978 | Madrigueras UD | 4:1 | Abarán CF |  |  |

| Asciende a Regional Preferente Madrigueras UD |
| Desciende a Primera Regional Abarán CF        |

| Ida; 18 de junio de 1978 | CD Santa Pola | 1:0 | CD Bala Azul |  |  |

| Vuelta; 25 de junio de 1978 | CD Bala Azul | 3:0 | CD Santa Pola |  |  |

| Asciende a Regional Preferente CD Bala Azul |
| Desciende a Primera Regional CD Santa Pola  |

## Primera Regional

### Clasificación
|  |     | Equipos de fútbol  | PJ | G  | E  | P  | GF | GC  | Dif | Pts |
|  | --- | ------------------ | -- | -- | -- | -- | -- | --- | --- | --- |
|  | 1.  | Águilas CF         | 38 | 23 | 7  | 8  | 68 | 36  | +32 | 53  |
|  | 2.  | Caravaca CF        | 38 | 21 | 10 | 7  | 65 | 30  | +35 | 52  |
|  | 3.  | Madrigueras UD     | 38 | 21 | 6  | 11 | 83 | 47  | +36 | 48  |
|  | 4.  | CD Bala Azul       | 38 | 22 | 4  | 12 | 77 | 58  | +19 | 48  |
|  | 5.  | CD Levante         | 38 | 21 | 2  | 15 | 74 | 63  | +11 | 44  |
|  | 6.  | Almansa Industrial | 38 | 19 | 5  | 14 | 60 | 42  | +18 | 43  |
|  | 7.  | CD Ilorcitano      | 38 | 20 | 3  | 15 | 70 | 52  | +18 | 43  |
|  | 8.  | CD Hellín          | 38 | 18 | 5  | 15 | 74 | 56  | +18 | 41  |
|  | 9.  | Murcia Atlético    | 38 | 16 | 9  | 13 | 57 | 47  | +10 | 41  |
|  | 10. | Espinardo CF       | 38 | 16 | 7  | 15 | 61 | 59  | +2  | 39  |
|  | 11. | Jumilla CF         | 38 | 15 | 9  | 14 | 50 | 47  | +3  | 39  |
|  | 12. | CD Algar           | 38 | 17 | 4  | 17 | 62 | 61  | +1  | 38  |
|  | 13. | CD Roldán          | 38 | 15 | 8  | 15 | 67 | 73  | -6  | 38  |
|  | 14. | San Javier CF      | 37 | 14 | 9  | 15 | 51 | 52  | -1  | 37  |
|  | 15. | CP Tarazona        | 38 | 17 | 3  | 18 | 58 | 71  | -13 | 37  |
|  | 16. | Deportiva Minera   | 38 | 14 | 7  | 17 | 72 | 78  | -6  | 35  |
|  | 17. | CP La Roda         | 38 | 12 | 7  | 19 | 65 | 90  | -25 | 31  |
|  | 18. | Alcantarilla CF    | 38 | 9  | 3  | 26 | 41 | 81  | -40 | 21  |
|  | 19. | CD El Esparragal   | 38 | 7  | 6  | 25 | 38 | 81  | -43 | 20  |
|  | 20. | CD La Unión        | 38 | 4  | 4  | 30 | 38 | 107 | -69 | 9   |

Pts = Puntos; PJ = Partidos Jugados; G = Partidos Ganados; E = Partidos Empatados; P = Partidos Perdidos; GF = Goles Anotados; GC = Goles Recibidos
|  | Asciende a Regional Preferente |
|  | Desciende a Segunda Regional   |

## Segunda Regional

### Clasificación Grupo 1
|  |     | Equipos de fútbol        | PJ | G  | E | P  | GF | GC | Dif | Pts |
|  | --- | ------------------------ | -- | -- | - | -- | -- | -- | --- | --- |
|  | 1.  | CD Lumbreras             | 26 | 20 | 2 | 4  | 62 | 27 | +35 | 42  |
|  | 2.  | Cartagena FC Promesas    | 26 | 19 | 3 | 4  | 72 | 20 | +52 | 41  |
|  | 3.  | El Palmar CF             | 26 | 15 | 6 | 5  | 59 | 26 | +33 | 36  |
|  | 4.  | Atlético Lorquino        | 26 | 13 | 9 | 4  | 53 | 33 | +20 | 35  |
|  | 5.  | Fuente Álamo CF          | 26 | 14 | 6 | 6  | 58 | 41 | +17 | 34  |
|  | 6.  | CD Aguileño              | 26 | 14 | 3 | 9  | 59 | 42 | +17 | 31  |
|  | 7.  | UD Alhameña              | 26 | 9  | 5 | 12 | 38 | 47 | -9  | 23  |
|  | 8.  | Librilla CF              | 26 | 9  | 4 | 13 | 40 | 57 | -17 | 22  |
|  | 9.  | Balsapintada CF          | 26 | 9  | 4 | 13 | 35 | 50 | -15 | 22  |
|  | 10. | Sangonera Atlético       | 26 | 9  | 7 | 10 | 56 | 41 | +15 | 21  |
|  | 11. | CD Alberca               | 26 | 6  | 5 | 15 | 34 | 51 | -17 | 17  |
|  | 12. | Cordillera CF            | 26 | 7  | 2 | 17 | 40 | 59 | -19 | 16  |
|  | 13. | CF Santiago de la Ribera | 26 | 6  | 4 | 16 | 40 | 76 | -36 | 16  |
|  | 14. | Los Alcázares CF         | 26 | 2  | 0 | 24 | 16 | 92 | -76 | 4   |

Pts = Puntos; PJ = Partidos Jugados; G = Partidos Ganados; E = Partidos Empatados; P = Partidos Perdidos; GF = Goles Anotados; GC = Goles Recibidos
|  | Asciende a Primera Regional |

### Clasificación Grupo 2
|  |     | Equipos de fútbol         | PJ | G  | E  | P  | GF | GC | Dif | Pts |
|  | --- | ------------------------- | -- | -- | -- | -- | -- | -- | --- | --- |
|  | 1.  | Archena CF                | 26 | 20 | 5  | 1  | 70 | 14 | +56 | 45  |
|  | 2.  | Algaida CF                | 26 | 17 | 3  | 6  | 59 | 23 | +36 | 37  |
|  | 3.  | CD Ribereño               | 26 | 10 | 10 | 6  | 43 | 36 | +7  | 30  |
|  | 4.  | Abanilla Deportiva        | 26 | 11 | 7  | 8  | 33 | 34 | -1  | 29  |
|  | 5.  | CD Zeneta                 | 26 | 12 | 4  | 10 | 43 | 35 | +8  | 28  |
|  | 6.  | Beniaján CF               | 25 | 11 | 6  | 8  | 55 | 43 | +12 | 28  |
|  | 7.  | CF Atlético San Bartolomé | 26 | 11 | 6  | 9  | 32 | 31 | +1  | 28  |
|  | 8.  | Molina Atlético           | 26 | 12 | 4  | 10 | 39 | 31 | +8  | 28  |
|  | 9.  | UD Cabezo de Torres       | 25 | 9  | 5  | 11 | 43 | 49 | -6  | 23  |
|  | 10. | Cotillas CF               | 26 | 10 | 2  | 14 | 37 | 49 | -12 | 22  |
|  | 11. | CCR Monteagudo            | 26 | 7  | 6  | 13 | 44 | 51 | -7  | 20  |
|  | 12. | Atlético Orihuela         | 26 | 6  | 8  | 12 | 32 | 54 | -22 | 20  |
|  | 13. | Club Crao                 | 25 | 4  | 3  | 18 | 33 | 69 | -36 | 11  |
|  | 14. | El Raal CF                | 25 | 1  | 9  | 15 | 28 | 72 | -44 | 11  |

Pts = Puntos; PJ = Partidos Jugados; G = Partidos Ganados; E = Partidos Empatados; P = Partidos Perdidos; GF = Goles Anotados; GC = Goles Recibidos
|  | Asciende a Primera Regional |

### Clasificación Grupo 3
|  |     | Equipos de fútbol              | PJ | G  | E  | P  | GF | GC | Dif | Pts |
|  | --- | ------------------------------ | -- | -- | -- | -- | -- | -- | --- | --- |
|  | 1.  | UD Horadada                    | 26 | 18 | 6  | 2  | 68 | 22 | +46 | 42  |
|  | 2.  | Sax CF                         | 26 | 16 | 6  | 4  | 60 | 16 | +44 | 38  |
|  | 3.  | Benferri CF                    | 26 | 15 | 4  | 7  | 59 | 38 | +21 | 34  |
|  | 4.  | CD Dolores                     | 26 | 14 | 6  | 6  | 36 | 24 | +12 | 34  |
|  | 5.  | Atlético San Miguel de Salinas | 26 | 13 | 4  | 9  | 45 | 28 | +17 | 30  |
|  | 6.  | CD Tháder                      | 26 | 12 | 6  | 8  | 43 | 35 | +8  | 30  |
|  | 7.  | CD Montesinos                  | 26 | 9  | 9  | 8  | 51 | 40 | +11 | 27  |
|  | 8.  | CD Catral                      | 25 | 8  | 10 | 7  | 25 | 33 | -8  | 26  |
|  | 9.  | Atlético Santa Pola            | 26 | 8  | 9  | 9  | 26 | 30 | -4  | 25  |
|  | 10. | CD Caudetano                   | 26 | 8  | 6  | 12 | 43 | 52 | -9  | 19  |
|  | 11. | Pingüinos Salesianos           | 26 | 4  | 8  | 14 | 31 | 59 | -28 | 16  |
|  | 12. | Torrevieja Atlético            | 26 | 4  | 6  | 16 | 25 | 58 | -33 | 14  |
|  | 13. | Marinense CF                   | 26 | 3  | 5  | 18 | 21 | 83 | -62 | 11  |
|  | 14. | Guardamar JD                   | 25 | 5  | 3  | 17 | 34 | 49 | -15 | 10  |

Pts = Puntos; PJ = Partidos Jugados; G = Partidos Ganados; E = Partidos Empatados; P = Partidos Perdidos; GF = Goles Anotados; GC = Goles Recibidos
|  | Asciende a Primera Regional |

### Clasificación Grupo 4
|  |     | Equipos de fútbol         | PJ | G  | E | P  | GF | GC  | Dif | Pts |
|  | --- | ------------------------- | -- | -- | - | -- | -- | --- | --- | --- |
|  | 1.  | Calasparra CF             | 26 | 18 | 5 | 3  | 80 | 23  | +57 | 41  |
|  | 2.  | CD Bullense               | 26 | 16 | 5 | 5  | 52 | 32  | +20 | 37  |
|  | 3.  | Campos del Río CD         | 26 | 15 | 6 | 5  | 67 | 30  | +37 | 36  |
|  | 4.  | UD Blanca                 | 26 | 16 | 3 | 7  | 55 | 32  | +23 | 35  |
|  | 5.  | CF Albudeite              | 26 | 15 | 4 | 7  | 70 | 32  | +38 | 34  |
|  | 6.  | Cehegín CF                | 26 | 15 | 4 | 7  | 63 | 41  | +22 | 34  |
|  | 7.  | CD Pliego                 | 26 | 12 | 3 | 11 | 60 | 49  | +11 | 27  |
|  | 8.  | CF Juventud Moratallera   | 26 | 9  | 7 | 10 | 42 | 44  | -2  | 25  |
|  | 9.  | Atlético Tobarra          | 26 | 10 | 3 | 13 | 49 | 45  | +4  | 23  |
|  | 10. | CD Vera Cruz              | 26 | 9  | 1 | 16 | 32 | 50  | -18 | 19  |
|  | 11. | UD La Copa                | 26 | 8  | 0 | 18 | 41 | 65  | -24 | 16  |
|  | 12. | Ontur CF                  | 26 | 6  | 3 | 17 | 46 | 81  | -35 | 15  |
|  | 13. | Atlético Ibañés           | 26 | 7  | 0 | 19 | 36 | 74  | -38 | 11  |
|  | 14. | Atlético Tobarra Promesas | 26 | 3  | 2 | 21 | 29 | 124 | -95 | 8   |

Pts = Puntos; PJ = Partidos Jugados; G = Partidos Ganados; E = Partidos Empatados; P = Partidos Perdidos; GF = Goles Anotados; GC = Goles Recibidos
|  | Asciende a Primera Regional |